# Felix Reda
Felix Reda (nascut Julia Reda) (Bonn, Alemanya Occidental, 30 de novembre de 1986) és un polític alemany del Partit Pirata d'Alemanya i membre del Parlament Europeu des del 2014, on s'exerceix com vicepresident del grup Els Verds/ALE. També és president dels Pirates Joves d'Europa.

## Carrera política
Reda va fer-se membre del Partit Socialdemòcrata d'Alemanya a l'edat de 16 anys. Va estudiar política i ciències de la publicitat a la Universitat de Magúncia Johannes Gutenberg. El 2009 Reda va començar la seva activitat en el Partit Pirata alemany i de 2010 a 2012 va presidir-ne les joventuts. El 2013 va cofundar els Pirates Joves d'Europa. El gener de 2014 va ser escollit per encapçalar la llista dels candidats a les eleccions europees per al Partit Pirata alemany, que posteriorment va guanyar un escó.
Al Parlament Europeu, Reda es va unir al grup Els Verds/ALE. És membre de la Comissió d'Afers Jurídics, així com membre suplent de les comissions de Mercat Interior i Protecció del Consumidor i Peticions. També està en el comitè de direcció de l'intergrup Agenda Digital, un fòrum de diputats interessats en temes digitals.

## Reforma dels drets d'autor
Reda va afirmar que la reforma dels drets d'autor seria el seu centre durant la legislatura. El novembre de 2014, Reda va ser nominat relator de la revisió de la Directiva sobre drets d'autor de 2001. El seu esborrany d'informe va recomanar una harmonització europea de les excepcions dels drets d'autor, una reducció de la durada dels terminis, majors excepcions per objectius educatius i l'enfortiment de la posició negociadora dels autors en relació amb els editors, entre altres mesures.
La seva proposta va generar diverses opinions: la coalició artística alemanya Initiative Urheberrecht en general va donar la benvinguda al projecte, mentre que la societat de gestió col·lectiva francesa SACD va afirmar que era «inacceptable»; l'activista dels drets d'autor Cory Doctorow va definir les propostes d'«increïblement sensibles», mentre que l'anterior eurodiputada pirata Amelia Andersdotter la va criticar per ser massa conservadora.
El 2015, la proposta de Reda va ser acceptada per la Comissió d'Afers Jurídics, però s'hi va introduir una esmena de clàusula no comercial que aboliria la llibertat de panorama a Europa. La mateixa Reda va declarar que això no era el havia proposat. Finalment, l'esmena va ser rebutjada posteriorment pel Parlament Europeu.